# Andrea Dandolo

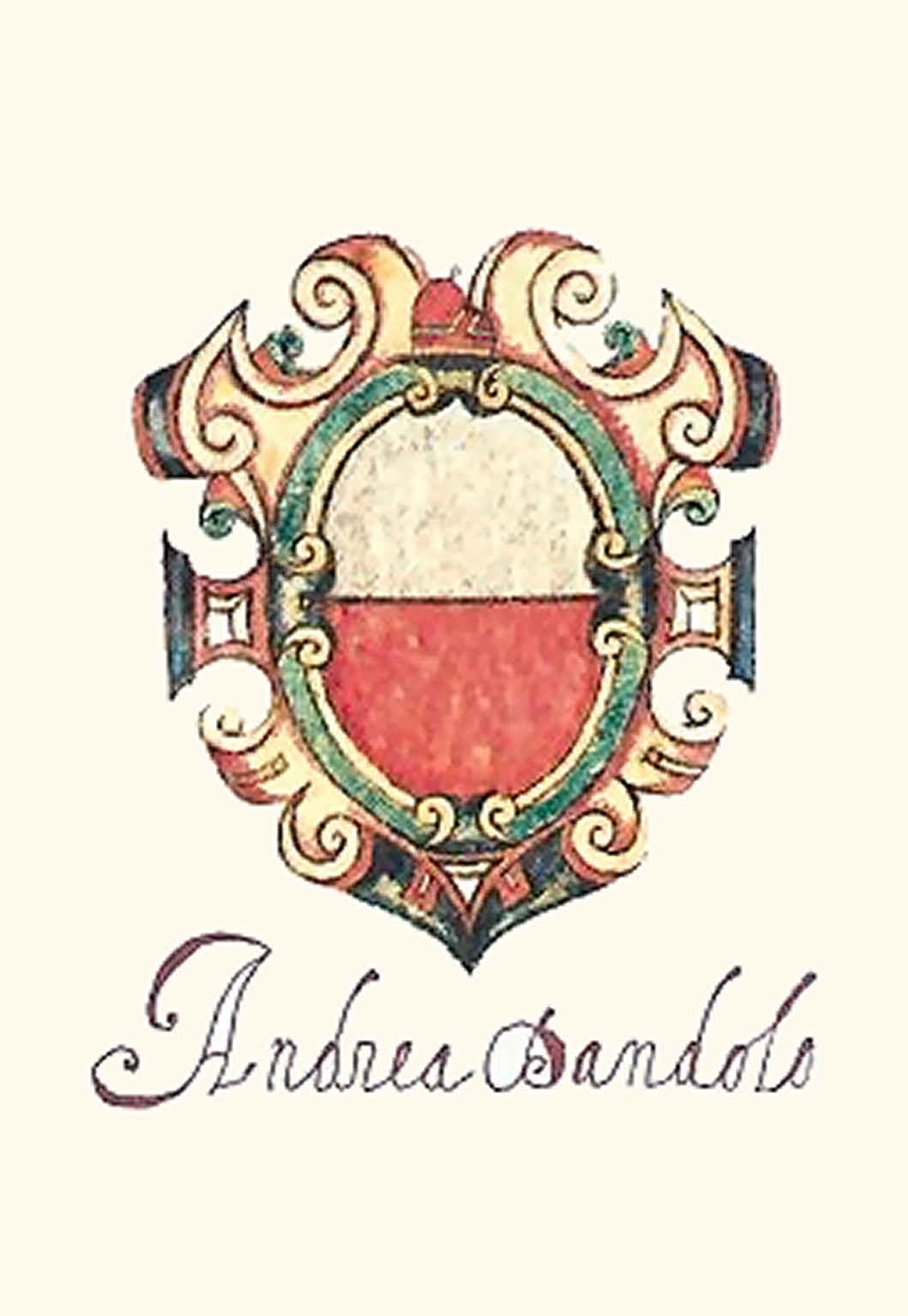
Andrea Dandolo escudo de armas.

Andrea Dandolo (30 de abril de 1306 – 7 de septiembre de 1354) fue elegido como el 54.º Dogo de la República de Venecia en 1343. Estaba casado con Francesca Morosini.

## Primeros años
Formado en historiografía y en derecho, Andrea Dandolo estudió en la Universidad de Padua, donde se convirtió en profesor de derecho hasta que fue elegido dogo. Descendía de una vieja familia noble veneciana, los Dandolo, que jugó un papel importante en la política veneciana durante los siglos XII a XV, La familia produjo cuatro dogos venecianos, de los cuales él fue el último, dos de sus mujeres se casaron con dogos venecianos, produjo varios almirantes y también a otros ciudadanos prominentes. Su bisbisbisabuelo era Pietro Dandolo.
El aumento en prominencia de Dandolo aumentó precozmente en la vida pública veneciana. En 1331, cuando solo tenía 25 años, él fue nombrado procurador de la basílica de San Marcos y cuando solo tenía 27 años él se convirtió en Podestà de Triest.

## Dogo

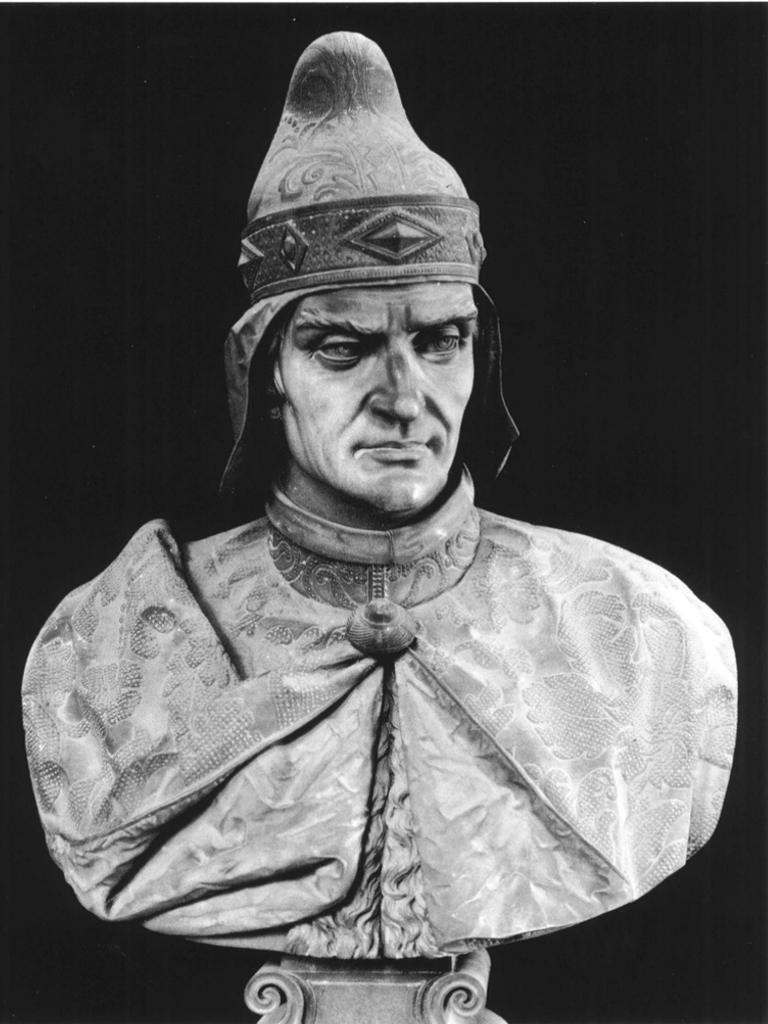
Busto de Andrea Dandolo, obra de Lorenzo Larese Moretti de 1861.

Finalmente Andrea Dandolo se convirtió en Dogo de la República de Venecia en 1343, cuando tenía 37 años, reemplazando a Bartolomeo Gradenigo, quien murió en 1342.
Dandolo era conocido como benefactor de las artes. Añadió la Capilla de San Isidoro a la basílica de San Marcos, supervisó cambios al Pala d'Oro y expandió y beatificó el Baptisterio. Reformó el Código Legal Veneciano, formalmente proclamando un marco legal en 1346, que compiló todas las leyes aplicables en la República. Era un amigo de Petrarca, quien escribió de Dandolo que era un "hombre justo, incorruptible, lleno de fervor y de amor hacia su país, erudito, elocuente, sensato, afable y humano”
Su reinado estuvo marcado por desafíos como el terremoto violento que sacudió Venecia el 25 de enero de 1348, que causó centenares de muertos, destruyó numerosos edificios y, que con el tiempo, se asume, provocó el estallido terrible de la Peste negra, la cual no acabó hasta en 1350 y que acabó con una tercera parte de la población de la ciudad.
Adicionalmente durante su reinado Venecia también sufrió una guerra desastrosa contra los húngaros después de la séptima revuelta de Zadar contra la Serenísima República en 1345. Aliada con los húngaros, Génova desplegó una poderosa flota naval en el Adriático bajo el mando de Paganino Doria, que devastó los territorios venecianos y amenazó a la misma Venecia. Venecia fue salvada por la gran victoria naval de Lojera en 1353. También hubo en su tiempo un acuerdo comercial con los mamelucos y la cruzada de Esmirna., en la que Venecia participó y que tuvo un resultado indeciso.
Dandolo murió mientras todavía era un hombre joven y fue el último Dogo enterrado en la basílica de San Marcos.

## Obras
Dandolo escribió dos crónicas en latín sobre la historia de Venecia, la Chronica por extensum descripta aa. [ad annum] 46–1280 d.C. [dopo Cristo], escrito entre 1344 y 1351/52, y la Chronica brevis aa. 46–1342 d.C., escrito antes de 1342, las cuales pueden ser encontradas en el volumen XII de la colección Muratori Rerum Italicarum Scriptores.

## Familiar
La rama de la familia Dandolo, que actualmente vive en Francia, desciende directamente de Andrea Dandolo. Viviendo en Picardy, la familia Dandolo es parte de la aristocracia italiana y lleva el título de Conde.